# Dorotheen Quartier

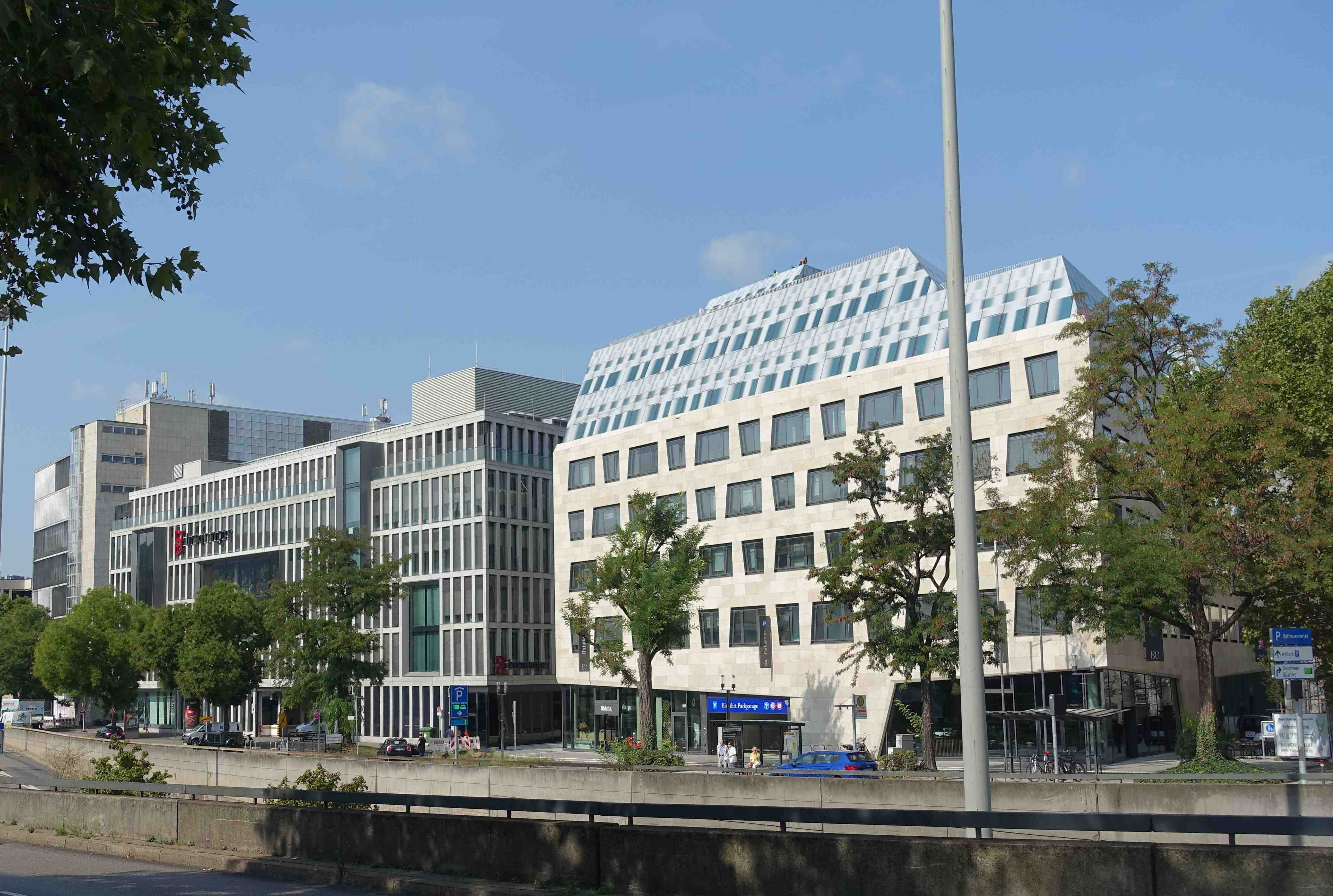
Dorotheen Quartier (2018)

Das Dorotheen Quartier befindet sich in der Stuttgarter Innenstadt zwischen Altem Schloss, Stuttgarter Markthalle und dem Flagship-Store der Firma Breuninger.
Das Stuttgarter Unternehmen Breuninger investierte über 200 Millionen Euro in das neu entstandene Stadtviertel. Der 60.000 m² umfassende Gebäudekomplex wurde im Mai 2017 eröffnet. Der oberirdische Abbruch fand zwischen 2013 und 2014 statt. Im Sommer 2014 folgte die Herstellung der Baugrube und ein Jahr darauf die Grundsteinlegung. Architekt des Gebäudekomplexes ist Stefan Behnisch. Der Name des Komplexes erinnert an den ehemaligen Dorotheenplatz. Das Projekt wurde in der Öffentlichkeit kontrovers diskutiert. Viele Kritiker wiesen auf die aus ihrer Sicht mangelnde Aufenthaltsqualität sowie die stark auf Konsum ausgerichtete Gestaltung des Quartiers hin.

## Entstehung
Seit 2007 plante das Stuttgarter Unternehmen Breuninger die Neugestaltung des Viertels am Karlsplatz. Der Stuttgarter Architekt Stefan Behnisch hatte einen Entwurf gestaltet, der die Sporerstraße mit dem Platz vor der Markthalle verbindet. Nach dem Sieg des internationalen Architektenwettbewerbs im März 2010 wurde das Projekt kontinuierlich weiterentwickelt. Die Planer haben die oberirdische Geschossfläche von 49.000 Quadratmetern auf rund 38.000 Quadratmeter reduziert und das Hotel Silber, die ehemalige Gestapozentrale, ist seit 2012 kein Teil des Projekts mehr.
Der Abbruch des Gebäudebestands, der am 7. Oktober 2013 startete, wurde zunächst nach Wert- und Schadstoffen getrennt entkernt, im Anschluss daran erfolgte der Abriss der gesamten Baukonstruktion mit schwerem Gerät. Insgesamt wurden dabei 160.000 Tonnen Abbruchmaterial entsorgt. Seit dem Frühjahr 2015 sind die Abbrucharbeiten abgeschlossen.